# Grażyna Barszczewska
Grażyna Barszczewska (ur. 1 maja 1947 w Warszawie) – polska aktorka filmowa, teatralna, telewizyjna, radiowa oraz kabaretowa, reżyser teatralna i piosenkarka.

## Życiorys
W 1970 ukończyła studia na PWST w Krakowie. Posiada również wykształcenie muzyczne. W stanie wojennym ukończyła kurs w szkole ogrodniczej, zdobywając uprawnienia majstra wykwalifikowanego sadownika.
Po ukończeniu nauki w szkole teatralnej w 1970 zadebiutowała w Czajce A. Czechowa na scenie Teatru Ludowego w Nowej Hucie, w którym pracowała do 1972. Następnie przeniosła się do Warszawy, gdzie w latach 1972–1983 występowała na scenie Teatru Ateneum. Od 1983 należy do zespołu Teatru Polskiego w Warszawie. W latach 1995–1997 grała także we Wrocławskim Teatrze Współczesnym. Występowała w kabarecie Dudek Edwarda Dziewońskiego.
Ogólnopolską rozpoznawalność zyskała dzięki roli hrabianki Niny Ponimirskiej w serialu Kariera Nikodema Dyzmy (1980).

## Życie prywatne
Jest żoną Alfreda Andrysa. Ze związku z aktorem Jerzym Schmidtem ma syna Jarosława Szmidta (ur. 1978), operatora filmowego.

## Filmy
- 1971 – Trzecia część nocy jako laborantka
- 1973 – Sobie król jako Hanka
- 1979 – Biały mazur jako Maria Jankowska
- 1981 – Biłek jako Helena
- 1985 – Bariery jako Anna
- 1985 – Spowiedź dziecięcia wieku jako pani Lawusseur
- 1987 – Anioł w szafie jako Teresa
- 1988 – Łabędzi śpiew jako Ewa
- 1989 – Urodzony po raz trzeci
- 1990 – Seszele jako Gilda
- 1991 – Zwichnięcie (L’entorse)
- 1992 – Wszystko, co najważniejsze jako prezydentowa
- 1996 – Krystalbarnet jako Sara
- 1999 – Jakub kłamca (Jakob the Liar) jako pani Frankfurter
- 1999 – Pan Tadeusz jako Stolnikowa
- 2000 – Zaduszki narodowe. Sybir ostatnie pożegnanie jako ona
- 2006 – Droga wewnętrzna jako sąsiadka
- 2007 – Straż nocna (Straż nocna)
- 2008 – Wiem, kto to zrobił jako Aneta Wirek, sąsiadka Gaciów
- 2009 – Nie opuszczaj mnie jako matka Joanny
- 2012 – Dzień kobiet jako Regina Radwan, matka Haliny

## Seriale
- 1974 – S.O.S. jako redaktor Agata Wołyniec[4]
- 1975 – Dyrektorzy jako Jolanta Gajda
- 1975 – Trzecia granica jako Marta Bormicka
- 1976 – Znaki szczególne jako Marta Ponińska
- 1978 – Życie na gorąco jako Claudette Bresser (odc. 7 pt. Wiedeń)
- 1980 – Kariera Nikodema Dyzmy jako Nina Ponimirska
- 1981 – 07 zgłoś się jako Hanka (odc. 13 pt. Strzał na Dancingu)
- 1982–1986 – Blisko, coraz bliżej jako Irma Wehlinger-Pasternik
- 1982 – Przygrywka jako mama
- 1984 – 5 dni z życia emeryta jako Janina Bzowska, matka Adama
- 1986 – Na kłopoty… Bednarski jako Anna Janicka
- 1987 – Rzeka kłamstwa jako Maria, córka dziedziczki (odc. 3)
- 1990 – Dom na głowie jako mama
- 1999 – Na dobre i na złe jako Kozieniowa, matka Kai (odc. 13)
- 2001–2005 – Plebania jako Eugenia Piecuch
- 2005 – Niania jako hrabina Franciszka Lubomirska (odc. 3)
- 2007–2008 – Egzamin z życia jako Anna Stokłosa, żona Emila
- 2008 – Londyńczycy jako Nina
- 2009 – Londyńczycy 2 jako Nina Strzegomska
- 2010 – Na dobre i na złe jako profesor Anna Chrzan
- 2019 – Szóstka jako Halina Małecka, matka Marcina
- 2023 – Dewajtis jako Wanda Janiszewska (odc. 3, 4, 5)

## Polski dubbing

### Filmy
- 1982 – Tajemnica IZBY jako pani Potulna
- 1995 – Rob Roy jako Mary MacGregor
- 2000 – Wampirek jako Freda
- 2001 – Psy i koty jako Ivy
- 2005 – Pamiętnik księżniczki 2: Królewskie zaręczyny jako królowa Clarisse
- 2007 – Zaczarowana jako królowa Narissa

### Seriale
- 1986 – 13 demonów Scooby Doo
- 2000–2006 – Kajtuś jako
  - Doris,
  - Babcia Kajtusia

## Spektakle teatralne
- 1970 – Czajka jako Nina Nikołajewna Zarieczna (reż. Irena Byrska)
- 1970 – Kordian jako Wioletta (reż. Irena Babel)
- 1970 – Krakowiacy i górale jako Basia (reż. Jan Skotnicki)
- 1971 – Kartoteka jako sekretarka (reż. Lech Komarnicki)
- 1972 – Wieczór zbrodniarzy jako Baba (reż. Jacek Gruca)
- 1972 – Wielki testament jako Dama (reż. Irena Wollen) – Teatr Telewizji
- 1973 – Fantazy jako Stella (reż. Maciej Prus)
- 1974 – Bloomusalem (reż. Jerzy Grzegorzewski)
- 1974 – Bal manekinów jako Angelika, Manekin damski 37 (reż. Janusz Warmiński)
- 1974 – Niemcy (reż. Jan Świderski) – Teatr Telewizji
- 1974 – Sława i chwała jako Helenka (reż. Lidia Zamkow) – Teatr Telewizji
- 1974 – Maria Stuart jako Maria Stuart (reż. Kazimierz Braun) – Teatr Telewizji
- 1974 – Matka Courage i jej dzieci jako Ivette Pottier (reż. L. Zamkow) – Teatr Telewizji
- 1975 – Tragiczne dzieje doktora Fausta jako Chciwość (reż. M. Prus)
- 1975 – Panna Tutli-Putli jako Dziewczynka z Tua-Tua (reż. J. Warmiński)
- 1975 – Emancypantki jako Joanna (reż. Adam Hanuszkiewicz) – Teatr Telewizji
- 1976 – Śluby panieńskie jako Klara (reż. J. Świderski)
- 1977 – Morderca się pomylił jako Agata Stebnicka (reż. Bogdan Augustynial)
- 1979 – Żeglarz jako Med (reż. Bogdan Hussakowski)
- 1979 – Bal manekinów jako Angelika Arnaux (reż. J. Warmiński) – Teatr Telewizji
- 1980 – Opera za trzy grosze jako Vigen-Ciągutka (reż. Ryszard Peryt)
- 1982 – Gra miłości i śmierci jako Lodoiska (reż. Zdzisław Tobiasz)
- 1982 – Śmierć Dantona jako kobieta III; Dama I (reż. Kazimierz Kutz)
- 1984 – Wieczór Trzech Króli jako Olivia (reż. Jerzy Rakowiecki)
- 1990 – Pierścień wielkiej damy jako Magdalena Tomir (reż. Jan Bratkowski)
- 1994, 1995 – Lot nad kukułczym gniazdem jako siostra Ratched (reż. Jan Buchwald)
- 1994, 1998 – Sztukmistrz z Lublina jako Emilia (reż. Jan Szurmiej)
- 1994 – Wariatka z Chaillot jako Konstancja (reż. Wojciech Adamczyk) – Teatr Telewizji
- 1996 – Wiśniowy sad jako Lubow Raniewska (reż. Andro Enukidze)
- 1997 – Kram z piosenkami (reż. Krzysztof Lang) – Teatr Telewizji
- 1998 – Zemsta jako Podstolina (reż. Andrzej Łapicki)
- 1999 – Lekkomyślna siostra jako Helena (reż. J. Bratkowski)
- 1999 – Skiz jako Lulu (reż. Piotr Chołodziński)
- 2000 – Kobieta... – rola i reżyseria (autorski program składany)
- 2004, 2007 – Zazdrość jako Helen, także reżyseria i opracowanie muzyczne
- 2006 – Stepping out jako pani Fraser (reż. Krzysztof Jasiński)
- 2007 – Dulscy z o.o. jako pani Dulska (reż. Marta Ogrodzińska)
- 2008 – Pseudonim Anoda jako Zofia Rodowicz (reż. Mariusz Malec)
- 2010 – Operacja Reszka jako Ewa Jeglińska (reż. Ewa Pytka)
- od 2017 – Marlena. Ostatni koncert jako Marlene (reż. Józef Opalski)[5]

## Ordery, odznaczenia i ważniejsze nagrody
- 1984 – Nagroda I stopnia Przewodniczącego Komitetu do spraw Radia i Telewizji za twórczość i działalność radiową i telewizyjną; za wybitne kreacje aktorskie w słuchowiskach Teatru Polskiego Radia
- 1988 – Nagroda Przewodniczącego Komitetu ds. Radia i Telewizji za kreacje aktorskie w Teatrze PR ze szczególnym uwzględnieniem ról w słuchowiskach współczesnych
- 1999 – Nagroda Teatru Polskiego Radia „Wielki Splendor” za kreacje radiowe[6]
- 2006 – podczas XI Festiwalu Gwiazd w Gdańsku odcisnęła swoją dłoń na Promenadzie Gwiazd na wyspie Ołowiance
- 2007 – Srebrny Medal „Zasłużony Kulturze Gloria Artis”[7]
- 2007 – Złoty Mikrofon[8]
- 2013 – Krzyż Oficerski Orderu Odrodzenia Polski za wybitne zasługi dla kultury narodowej, za osiągnięcia w twórczości artystycznej i działalności społecznej[9]
- 2017 – Nagroda im. Ireny Solskiej za twórczość wywierającą znaczący wpływ na rozkwit sztuki aktorskiej[10][11]